# OS X El Capitan
OS X El Capitan（オーエス テン エルキャピタン）は、Appleが開発したMac向けのオペレーティングシステム（OS）。OS Xシリーズの12番目のバージョンである。バージョンナンバーは10.11。OS X Yosemiteの後継バージョンとして、2015年9月30日に無料でリリースされた。

## 概要
同年6月9日に開催されたWWDC 2015の基調講演で発表された。同日、開発者（Macデベロッパープログラム登録者）へデベロッパープレビュー版も配布された。
名前は、ヨセミテ国立公園にある花崗岩の一枚岩、エル・キャピタンから付けられた。

## 対応環境／システム条件
- iMac（Mid 2007以降）
- MacBook（Late 2008アルミニウム製、またはEarly 2009以降）
- MacBook Pro（Mid/Late 2007以降）
- MacBook Air（Late 2008以降）
- Mac mini（Early 2009以降）
- Mac Pro（Early 2008以降）
- Xserve（Early 2009）

## 特徴
- The Open Groupに正式に認定されたUNIXである[3]。

### 新機能
Split View
二つのアプリケーションを並べてフルスクリーン表示することが可能
フォントとテキスト入力
- システムフォントをSan Franciscoに変更
- 日本語入力プログラムでのライブ変換機能を搭載
- ヒラギノ角ゴシックW0〜W9までの10ウエイト全てを搭載
- フォントワークスのクレー、筑紫A丸ゴシック、筑紫B丸ゴシック、字游工房の游明朝体+36ポかなの4種類の日本語フォントの追加
- 中国語システムフォントを新たに追加された蘋方に変更

Spotlight
話し言葉での検索に対応。
サイズ変更やウインドウの移動に対応
メールの改善
フルスクリーン表示に対応
スワイプジェスチャー機能の拡張
Safariの改善
Safari 9を初期搭載。
- ページピン機能の搭載
- 音声の出ているタブの一括管理機能の搭載

Safari 11.1.1まで利用できる
パフォーマンスの改善
iOS同様にローレベルグラフィックAPIとしてMetalを搭載し、最大、ドローコールは10倍、レンダリングは50%の高速化を実現
アプリケーションの起動、切り替え、PDFファイルのプレビュー、Eメールメッセージの表示などの高速化
セキュリティの強化
システム整合性保護、rootlessによるシステム内部へのアクセス制限の強化を実現

## バージョン履歴
| バージョン | Build | リリース日     | Darwinバージョン | アップデート内容                              | アップデータ                          |
| ---------- | ----- | -------------- | ---------------- | --------------------------------------------- | ------------------------------------- |
| 10.11      |       | 2015年9月30日  |                  |                                               |                                       |
| 10.11.1    | 15B42 | 2015年10月21日 | 15.0.0           | OS X El Capitan v10.11.1 アップデートについて | OS X El Capitan アップデート v10.11.1 |
| 10.11.2    | 15C50 | 2015年12月8日  | 15.2.0           | OS X El Capitan v10.11.2 アップデートについて | OS X El Capitan アップデート v10.11.2 |
| 10.11.3    | 15D21 | 2016年1月19日  | 15.3.0           | OS X El Capitan v10.11.3 アップデートについて | OS X El Capitan アップデート v10.11.3 |
| 10.11.4    | 15E65 | 2016年3月21日  | 15.4.0           | OS X El Capitan v10.11.4 アップデートについて | OS X El Capitan アップデート v10.11.4 |
| 10.11.5    | 15F34 | 2016年5月16日  | 15.5.0           | OS X El Capitan v10.11.5 アップデートについて | OS X El Capitan アップデート v10.11.5 |
| 10.11.6    | 15G31 | 2016年7月18日  | 15.6.0           | OS X El Capitan v10.11.6 アップデートについて | OS X El Capitan アップデート v10.11.6 |